# Spilva
«Spilva» — латвийское предприятие по переработке овощей и фруктов. Компания производит кетчупы, соусы, джемы, соки, майонезы, горчицы.
Владельцем предприятия является норвежский концерн Orkla.

## История
Компания была основана 10 августа 1992 года. Сначала компания была консервным цехом, который использовали в качестве учебной базы для студентов — будущих технологов. В цеху были две линии производства, одна из которых — для соков и напитков в трёхлитровых банках, а вторая — для переработки хрена. В первый год компания находилась на 100-м месте по величине и производственной мощности.
В 1993 году была заключена бартерная сделка с Минским тракторным заводом, от которого за произведенные на компании консервы был получен трактор, первое   транспортное средство компании.
В то время все предприятия Латвии готовили томатный соус из томатной пасты, произведенной в бывших республиках СССР, но в 1994 году компания с помощью финского предприятия приобрела более качественную томатную пасту из Израиля, и у покупателей в Латвии появилась возможность попробовать томатную пасту с иными вкусовыми свойствами. В том же году на предприятии «Спилва» также открыли первую линию производства кетчупа.
В 1996 году предприятие начало производить джемы; клиентами компании стали латвийские производители кондитерских изделий: Staburadze, Laima, Uzvara. 
«Spilva» представила первые банки с откручивающимися крышками. 
Продукцию начали экспортировать в Россию и в Литву.
В 1997 году предприятие начало производить майонез и соус[какой?]. Для этого было приобретено специализированное устройство для производства майонезов «Koruma». Согласно данным Латвийского центра продвижения рынка, в том же году в Латвии регулярную деятельность по переработке овощей вели только десять-двенадцать предприятий; в сезонное время — двадцать.
В 1999 году предприятие инвестировало 130 тысяч латов. На эти деньги была развита инфраструктура, введена новая электроподстанция, проведён газ и построена котельная. В сотрудничестве с советом Бабитской волости «Спилва» начала работы по строительству напорного водопровода.
В 2000 году предприятие начало производство майонеза из боровиков, а также десертов.
В 2001 году предприятие инвестировало примерно 2 миллиона латов в развитие и модернизацию производства, а также на строительство офиса и складов. Для реализации таких вложений, компания взяла свой первый кредит в банке на 7 лет (размер кредита — 5 миллионов латов).
1 сентября 2002 года компания зарегистрировала рекорд в книгу рекордов Гиннесса, создав самый большой расолс (салат из свинины с овощами) в мире (вес 3277 кг). 
В 2002 году компания получила софинансирование SAPARD для приобретения технологических устройств Stefan и Kronen; в 2004 году от SAPARD было получено второе софинансирование.
На предприятии «Спилва» была введена система управления безопасностью пищевых продуктов. В 2004 году компания получила второе софинансирование SAPARD, с помощью которого компания начала вкладывать в улучшение очистки питьевой воды.
В июле 2004 года владельцем компании стало норвежское предприятие Orkla.
В 2008 году в топе репутаций предприятий Латвии «Спилва» занимает 7-е место (самое высокое достижение компании: в 2007 году компания занимала 15 место, а в 2006 — 10-е место). 
В номинации «Самое зелёное предприятие 2008» «Спилва» в конкуренции со 150 предприятиями Латвии занимала 6-е место.
В 2013 году оборот предприятия составил 19 235 млн евро (на 4,9 % больше, чем годом ранее); прибыль предприятия выросла на 35 % и составила 1,15 млн евро (851 250 тыс. евро в 2012 году). Увеличение продаж продукции Spilva в Латвии составило 4,1 %, за границей 8,9 %.
Прибыль планируется инвестировать в развитие; главное направление инвестиций - развитие производства без консервантов. 

Предприятие полностью принадлежит шведской компании Procordia Food AB[уточнить].
Оборот предприятия в 2014 году составил 21 584 млн евро, прибыль - 1392 млн евро.
С  2014 года предприятие столкнулось с контрсанкциями России (экспорт в эту страну составляет 5 % от продаж, в Россию экспортируются яблочное пюре и томатный соус).
C 1 января 2016 г. Spilva сменила название на Orkla Foods Latvija.
В 2017 году, по закрытии в Литве принадлежащего компании "Orkla" завода, производство томатных соусов, заправок и горчицы перенесено в Бабите, на "Orkla Foods Latvija".
В 2016 году было произведено в целом 12,5 тыс. тонн продукции, в 2017 году планировалось произвести 16 тыс. тонн.

## Производство
На заводе в Валдлаучи ведется производство воды и кваса.
В конце 2008 — начале 2009 был построен новый производственный корпус компании. Его площадь — 3000 м², в его создание было вложено примерно 3 млн латов. В новом корпусе находятся помещения для приготовления майонеза, новые фасовочные линии варенья, цех предварительной обработки овощей и другие специально оборудованные помещения, необходимые для производства.
Центр логистики «Спилва» (открыт 1 июля 2009), в  его создание компания инвестировала 2,5 млн латов. Одним из главных соображений для строительства центра логистики было улучшение процесса логистики и сокращение его расходов, которые возникают при сдаче в аренду складских помещений, а также возможность создать условия для хранения сезонных товаров и новых групп продуктов. 
4000 м² из построенных помещений отведены для складов, а ещё 700 м² — для объемной холодной камеры с современной системой охлаждения, просторных зон комплектации, восьми погрузочным рампам для крупногабаритных грузовых автомобилей.